# Андрей (атаман донских казаков)
Андре́й — атаман донских казаков при Иване Грозном.
В 1570-х годах грабил на Волге, а затем, спасаясь от царской кары, вышел с 300 удальцами из Волги в Каспийское море, где потерял почти всю свою флотилию и принужден был укрыться в кавказских горах. Засев на Сунже, в одном укрепленном городке, Андрей назвал его по своему имени — Андреевским. Отражая нападения кумыков и тавлинцев, он в то же время стремился покорить России горцев и татарских мурз, блуждавших в Заволжье и терских степях.
Слава о подвигах Андрея дошла до царя, простившего атамана и повелевшего его товарищам называться гребенскими казаками (1582). Подвинувшись, по царскому указу, ближе к Тереку, Андрей при одном из протоков Аксая заложил город Койсу.
В 1594 году с товарищами участвовал с князем А. И. Хворостининым в нападении на город Тарки, а в 1601 году принужден был, вместе с окольничим И. М. Бутурлиным, отступить за Терек, потеряв и Койсу, и Андреевское.